# Nur jedem das Seine, BWV 163
Nur jedem das Seine, BWV 163 (A cadascú el seu), és una cantata religiosa de Johann Sebastian Bach per al vint-i-tresè diumenge després de la Trinitat, estrenada a Weimar el 24 de novembre de 1715.

## Origen i context
El llibret és de Salomo Franck, secretari major i poeta oficial de Weimar, la seva ciutat natal, aparegut en el Evangelisches Andachts-Opfer de l'any 1715 i en el coral final fa ús de l'última estrofa de l'himne Wo soll ich fliehen hin de Johann Heermann (1630). El text fa referència a l'evangeli del dia Mateu (22, 15-22), que narra el passatge en què els fariseus li pregunten a Jesús si s'han de pagar tributs al Cèsar, i agafant una moneda els contesta: "Doncs doneu al Cèsar el que és del Cèsar, i a Déu el que és de Déu”. El text és molt didàctic, quasi un sermó, i ensenya que l'amor és el tribut que el creient ha de pagar al Senyor, a canvi de la seva misericòrdia. Com és habitual en les cantates de Weimar, el conjunt instrumental és molt limitat, restringit en aquest cas, a la corda i el continu, i el cor nomé intervé en el coral final. Per a aquest diumenge es conserven, a més, les cantates BWV 52 i BWV 139.

## Anàlisi
Obra escrita per a soprano, contralt, tenor, baix i cor; corda amb dos violoncels obligats i baix continu. Consta de sis números.
1. Ària (tenor): Nur jedem das Seine! (A cadascú el seu!)
2. Recitatiu (baix): Du bist, mein Gott, der Geber aller Gaben (Tu ets, Déu meu, el qui tot ho dona)
3. Ària (baix): Laß mein Herz die Münze sein (Deixa que el meu cor sigui la moneda)
4. Recitatiu (duet de soprano i contralt): Ich wollte dir (Amb quin gust)
5. Ària (duet de soprano i contralt): Nimm mich mir und gib mich dir! (Agafa’m i lliura’m a tu!)
6. Coral:  Führ auch mein Herz und Sinn (Dreça, amb l'ajut del teu Esperit)

El primer moviment és una ària de tenor amb la corda i el continu amb tres seccions, la primera arrenca amb la veu cantant Nur jedem das Seine (A cadascú el seu) en referència clara al passatge bíblic comentat, que es converteix en un veritable leit motiv i es repeteix diverses vegades al llarg del número. En el recitatiu secco de baix del segon número, quasi una oració, s'aprofundeix de manera eloqüent en el sentit del text. Segueix l'ària, també de baix, que és una peça bastant única dins de la producció de Bach, en què el dos violoncels, el continu i el solista fan un quartet extraordinari on cada element té un paper independent. El recitatiu del número 4 és també molt original, un duet de soprano i contralt en cànon sempre d'acord amb el text; comença en un etil secco per acabar en un arioso. Aquesta pàgina fa el paper de preludi a l'ària en duo següent, de les mateixes veus, les quals canten el text Nimm mich mir und gib mich dir (Agafa'm i lliura'm a tu), mentre els violins i les violes a l'uníson toquen la melodia del coral Meinen Jesum lass ich nicht (No abandono el meu Jesús), intercalada, frase a frase, en el diàleg de les dues veus. En el coral final el cor, en l'única intervenció, canta el text indicat però no ho fa amb la melodia tradicional, sinó amb la que era habitual a Weimar en aquell temps, i que Bach ja havia emprat prèviament en la cantata BWV 199. L'obra té una durada d'uns disset minuts.

## Discografia seleccionada
- J.S. Bach: Das Kantatenwerk. Sacred Cantatas Vol. 9. Nikolaus Harnoncourt, Concentus Musicus Wien, Tölzer Knabenchor (Gerard Schmidt-Gaden, director), Tobias Eiwanger, Panito Iconomou (solistes del cor), Kurt Equiluz, Robert Holl. (Teldec), 1994.

- J.S. Bach: The complete live recordings from the Bach Cantata Pilgrimage. CD 51: Winchester Cathedral; 26 de novembre de 2000. John Eliot Gardiner, Monteverdi Choir, English Baroque Soloists, Magdalena Kozena, Sara Mingardo, Christoph Genz, Peter Harvey. (Soli Deo Gloria), 2013.
- J.S. Bach: Complete Cantatas Vol. 3. Ton Koopman, Amsterdam Baroque Orchestra & Choir, Els Bongers, Elisabeth von Magnus, Paul Agnew, Klaus Mertens. (Challenge Classics), 2005.
- J.S. Bach: Cantatas Vol. 4. Masaaki Suzuki, Bach Collegium Japan, Aki Yanagisawa, Akira Tachihawa, Makoto Sakurada, Stephan Schreckenberger. (BIS), 1996.
- J.S. Bach: Church Cantatas Vol. 49. Helmuth Rilling, Frankfurter Kantorei, Bach-Collegium Stuttgart, Arleen Augér, Helen Watts, Adalbert Kraus, Niklaus Tüller. (Hänssler), 1999.